# Thea Mørk
Pour les articles homonymes, voir Mørk.
Thea Mørk, née le 5 avril 1991 à Oslo, est une handballeuse internationale norvégienne évoluant au poste d'ailière gauche. Elle est la sœur jumelle de la handballeuse internationale Nora Mørk.

## Biographie
En 2011, elle remporte la Ligue des champions avec son club de Larvik HK. 
En décembre 2018, victime de blessures à répétition, elle annonce mettre fin à sa carrière à seulement 27 ans.

## Palmarès
compétitions internationales
- vainqueur de la Ligue des champions en 2011[2],[3] (avec Larvik HK)
- finaliste de la Ligue des champions en 2013[4] (avec Larvik HK)

compétitions nationales
- championne de Norvège en 2011, 2012, 2013, 2014, 2015, 2016 et 2017 (avec Larvik HK)
- vainqueur de la coupe de Norvège en 2011, 2012, 2013, 2014, 2015, 2016 et 2017 (avec Larvik HK)